# Diestota athetiformis
Diestota athetiformis är en skalbaggsart som beskrevs av Sharp 1908. Diestota athetiformis ingår i släktet Diestota och familjen kortvingar. Inga underarter finns listade i Catalogue of Life.